# Хотел Трансилвания 2
„Хотел Трансилвания 2“ (на английски: Hotel Transylvania 2) е американски анимационен филм от 2015 г., на режисьора Генди Тартаковски. Премиерата на филма е на 25 септември 2015 г.

## Дублажи

### Нахсинхронен дублаж
| Роля                         | Изпълнител       | Български дублаж                                                                                                  |
| ---------------------------- | ---------------- | --- |
| Дракула                      | Адам Сандлър     | Георги Спасов |
| Влад                         | Мел Брукс        | Васил Димитров |
| Мейвис                       | Селена Гомез     | Елен Колева |
| Джонатан                     | Анди Самбърг     | Илиян Марков |
| Грифин                       | Дейвид Спейд     | Константин Лунгов                                                                                                 |
| Мъри, мумията                | Кигън Майкъл Кей | Момчил Степанов                                                                                                   |
| Франкенщайн                  | Кевин Джеймс     | Николай Урумов |
| Уейн, върколак               | Стив Бушеми      | Здравко Димитров                                                                                                  |
| Юнис, съпруга на Франкенщайн | Фран Дрешър      | Албена Михова |
| Уанда, съпруга на Уейн       | Моли Шанън       | Лидия Михова |
| Бела                         | Роб Рингъл       | Георги Георгиев                                                                                                   |
| Денис                        | Ашър Блинкоф     | Максим Ялнъзов |
| Допълнителни гласове         |                  | Латинка Петрова Светлана Смолева Десислава Чардъклиева Калина Асенова Атанас Сребрев Явор Караиванов Христо Бонин |

| Обработка              | Александра Аудио  |
| ---------------------- | ----------------- |
| Режисьор на дублажа    | Василка Сугарева  |
| Преводач               | Милена Кекеманова |
| Изпълнителен продуцент | Васил Новаков     |

### Войсоувър дублаж
В България филмът се излъчва на 1 септември 2024 г. по локалния „Стар Лайф“. Войсоувър дублажът е осъществен в „Доли Медия Студио“. Екипът се състои от:
| Преводач            | Севинч Кутуранова                                                         |
| Озвучаващи артисти  | Мина Костова Златина Тасева Цанко Тасев Велизар Емануилов Явор Караиванов |
| Режисьор на дублажа | Йоанна Микова                                                             |